# Hyrynsalmi
Hyrynsalmi – gmina w Finlandii, położona w centralnej części kraju, należąca do regionu Kainuu.